# 切塔泰亞巴爾特

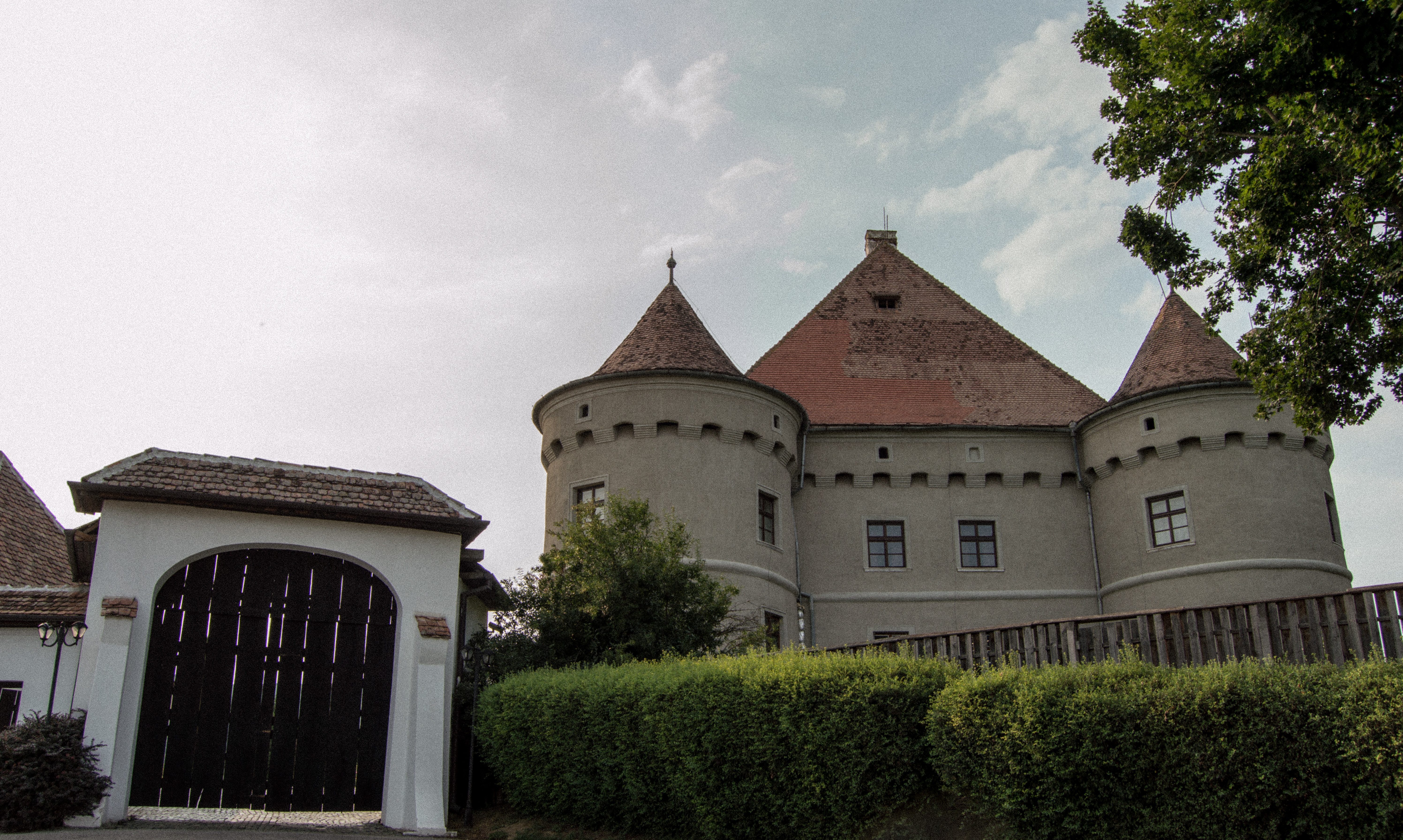

46°15′N 24°10′E / 46.250°N 24.167°E
切塔泰亞巴爾特鄉（羅馬尼亞語：Comuna Cetatea de Baltă, Alba），是羅馬尼亞的鄉份，位於該國中部，由阿爾巴縣負責管轄，面積65平方公里，海拔高度267米，2011年人口2,930，人口密度每平方公里50人。